# مصطفی بوکار
مصطفی بوکار (عربی: مصطفى بوكار؛ زادهٔ ۲ نوامبر ۱۹۶۲) بازیکن فوتبال اهل الجزایر بود.
از باشگاه‌هایی که در آن بازی کرده‌است می‌توان به باشگاه فوتبال مولودیه وهران اشاره کرد.
وی همچنین در تیم ملی فوتبال الجزایر بازی کرده‌است.